# Список лауреатів Шевченківської премії
Укази Президента України «Про присудження Національної премії України імені Тараса Шевченка»:
2020 рік, 2021, 2022, 2023, 2024.
Список лауреатів Шевченківської премії (1962—2019) за абеткою

## А
- Абдуллаєв Азіз Рефатович (1953) — 2005
- Авдієвський Анатолій Тимофійович (1933) — 1968
- Агеєва Віра Павлівна (1958) — 1996
- Агібалов Василь Іванович (1913—2002) — 1977
- Алексідзе Дмитро Олександрович (1910—1984) — 1971
- Алієв Айдер Енверович (1952) — 2005
- Алфьоров Ігор Олександрович (1930—1978) — 1977
- Андрієвський Леонід Іванович (1942) — 1995
- Андрусяк Михайло Миколайович (1955) — 2010
- Андієвська Емма Іванівна (1931) — 2018
- Андріяшик Роман Васильович (1933—2000) — 1998
- Антоненко-Давидович Борис Дмитрович (1899—1984) — 1992
- Антонов Анатолій Петрович (1940—1990) — 1983
- Антонюк Андрій Данилович (1943) — 1994
- Апанович Олена Михайлівна (1919—2000) — 1994
- Ареф'єв Анатолій Васильович (1918—1989) — 1978
- Асєєв Станіслав Володимирович (1989) — 2021
- Афзаметдинова Санія Юнусівна (1924) — 1978

## Б
- Бабак Микола Пантелеймонович (1954) — 2010
- Бабенко Надія Несторівна (1926) — 1986
- Багряний Іван Павлович (1906—1963) — 1992
- Бажан Микола Платонович (1904—1983) — 1965
- Баженов Анатолій Іванович (1945) — 1977
- Базилевський Володимир Олександрович (1937) — 1996
- Байко Даниїла Яківна (1929—2019) — 1976
- Байко Марія Яківна (1931) — 1976
- Байко Ніна Яківна (1933) — 1976
- Балей Вірко Петрович (1938) — 1996
- Барабаш Юрій Якович (1931) — 2004
- Барсук Володимир Олексійович (1939) — 1980
- Баруленков Валерій Володимирович (1941) — 1985
- Басистюк Ольга Іванівна (1950) — 1987
- Безніско Євген Іванович (1937—2015) — 2006
- Бенюк Богдан Михайлович (1957) — 2008
- Бережнюк Максим Павлович (1986) — 2023
- Бернштейн Михайло Давидович (1911—2002) — 1988
- Бєліков Михайло Олександрович (1940—2012) — 1986
- Бєляєв Володимир Павлович (1909—1990) — 1975
- Биков Ернест Миколайович (1936—2004) — 1978
- Биков Леонід Федорович (1928—1979) — 1977
- Бідняк Микола Петрович (1930—2000) — 1995
- Бійма Олег Іванович (1949) — 1996
- Білаш Олександр Іванович (1931—2003) — 1975
- Білецький Платон Олександрович (1922—1998) — 1982
- Білик Іван Архипович (1910—1999) — 1999
- Білик Іван Іванович (1930—2012) — 1991
- Білокінь Сергій Іванович (1948) — 2002
- Білоус Дмитро Григорович (1920—2004) — 1990
- Богданович Олексій Володимирович (1963) — 1996
- Богомазов Дмитро Михайлович (1964) — 2013
- Божій Михайло Михайлович (1911—1990) — 1974
- Бойко Володимир Петрович (1928—2002) — 1983
- Бокотей Андрій Андрійович (1938) — 2000
- Большаков Леонід Наумович (1924—2004) — 1994
- Бондарець Ганна Савівна (1941) — 1986
- Бондарчук Сергій Федорович (1920—1994) — 1982
- Бондарчук Роман Леонідович (1982) — 2019
- Бордаков Юрій Вікторович (1946) — 1990
- Борисенко Валентин Назарович (1929—1990) — 1978
- Бородін Василь Степанович (1930—2011) — 1980
- Борсюк Анатолій Давидович (1946) — 1987
- Бузилевич Олександр Вікторович (1941—2018) — 1980
- Буймистер Валерій Григорович (1948) — 2000
- Буковський Сергій Анатолійович (1960) — 2004
- Буряк Юрій Григорович (1951) — 2015
- Бут Микола Якович (1928—1989) — 1979
- Бутенко Михайло Петрович (1917—1987) — 1983

## В
- Вантух Мирослав Михайлович (1939) — 1993
- Варивода Петро Семенович (1928—1996) — 1978
- Василащук Ганна Василівна (1924—2004) — 1968
- Василенко Василь Якович (1955) — 2014
- Ватченко Горпина Федосіївна (1923—2004) — 1979
- Вендзилович Мирон Дем'янович (1919—1992) — 1972
- Венедиктов Лев Миколайович (1924—2017) — 1976
- Верес Ганна Іванівна (1928—2003) — 1968
- Верьовка Григорій Гурійович (1895—1964) — 1968
- Вишеславський Леонід Миколайович (1914—2002) — 1984
- Вишневська Надія Олександрівна (1925—2007) — 1988
- Вільде Ірина (1907—1982) — 1965
- Вільшук Василь Михайлович (1946) — 1982
- Вінграновський Микола Степанович (1936—2004) — 1984
- Вірський Павло Павлович (1905—1975) — 1965
- Вовк Віра (Селянська Віра Остапівна) (1926) — 2008
- Водичев Андрій Володимирович (1975) — 2006
- Возницький Борис Григорович (1926—2012) — 1990
- Воробйов Микола Панасович (1941) — 2005
- Воронько Платон Микитович (1913—1988) — 1972
- Вронський Макар Кіндратович (1910—1994) — 1984

## Г
- Гаврилець Ганна Олексіївна — 1999
- Гаврилов Анатолій Михайлович — 1988
- Гай Олександр Дмитрович — 1971
- Гайдамака Анатолій Васильович — 1985
- Гаюк Ірина Яківна — 2014
- Гвоздь Микола Петрович —
- Герасим'юк Василь Дмитрович — 2003
- Герц Юрій Дмитрович — 1994
- Гірник Павло Миколайович — 2009
- Глибченко Вадим Володимирович — 1983
- Глущенко Микола Петрович — 1972
- Глядєлов Олександр Всеволодович — 2020
- Гнатів Микола-Ярослав Миколайович — 2011
- Гнатюк Дмитро Михайлович — 1973
- Гнатюк Іван Федорович — 2000
- Гнєздилов Василь Георгійович — 1979
- Гобдич Микола — 2007
- Голенко Майя Федорівна — 1975
- Голобородько Василь Іванович — 1994
- Головко Андрій Васильович — 1969
- Головченко Георгій Геннадійович — 1973
- Голота Любов Василівна — 2008
- Гонтаров Віктор Миколайович — 2009
- Гончар Андрій Петрович — 1982
- Гончар Іван Макарович — 1989
- Гончар Олесь Терентійович — 1962
- Гопкало Вадим Іванович — 1985
- Горак Роман Дмитрович — 2011
- Горбань Євген Юхимович — 1985
- Горинь Богдан Миколайович (1936) — 2019
- Горіха Зерня Тамара (Дуда Тамара Анатоліївна) — 2022
- Гордієнко Кость Олексійович — 1973
- Гоян Ярема Петрович — 1993
- Грабович Григорій Юлійович — 2022
- Грабовський Ігор Авксентійович — 1978
- Грачова Алла Василівна — 1984
- Гречина Вадим Михайлович — 1985
- Григорів Роман Романович — 2020
- Гриценко Тамара Олександрівна — 1975
- Гришко Володимир Данилович — 2001
- Громовенко Павло Федорович — 1996
- Гронський Володимир Петрович — 1996
- Грузінов Юрій Георгійович — 2018
- Губаренко Віталій Сергійович — 1984
- Гуйда Михайло Євгенович — 2016
- Гуменюк Феодосій Максимович — 1993
- Гусейнов Григорій Джамалович — 2006
- Гусельникова Тамара Валентинівна — 1981
- Гуцал Віктор Омелянович — 1992
- Гуцало Євген Пилипович — 1985

## Д
- Давидзон Яків Борисович — 1977
- Дальський Володимир Михайлович — 1971
- Данченко Сергій Володимирович — 1978
- Данькевич Костянтин Федорович — 1978
- Даньшин Анатолій Андрійович — 1978
- Дахно Володимир Авксентійович — 1988
- Дворжецький Владислав Вацлавович — 1975
- Дегтярова Зінаїда Миколаївна — 1996
- Денисенко Володимир Терентійович — 1979
- Дерегус Михайло Гордійович — 1969
- Держипільський Ростислав Любомирович — 2019
- Деркач Борис Андрійович — 1988
- Джамаладінова Сусана Алімівна — 2024
- Дзеверін Ігор Олександрович — 1988
- Дзекун Олександр Іванович — 2008
- Дзюба Іван Михайлович — 1991
- Дичко Леся Василівна — 1989
- Дідик Михайло Петрович — 1998
- Дідух Володимир Євгенович — 1985
- Дімаров Анатолій Андрійович — 1981
- Дмитерко Любомир Дмитрович — 1979
- Дмитренко Олексій Максимович — 1987
- Добровольський Віктор Миколайович — 1983
- Добродєєв Борис Тихонович — 1985
- Домінчен Климентій Якович — 1986
- Дончик Віталій Григорович — 1996
- Доценко Надія Петрівна — 1978
- Дочинець Мирослав Іванович — 2014
- Драч Іван Федорович — 1976
- Дремлюга Микола Васильович — 1998
- Дрозд Володимир Григорович — 1992
- Дубовий Олексій Мусійович — 1987
- Дядюра Микола Володимирович — 2011
- Дяченко Сергій Сергійович — 1987

## Є
- Єгоров Анатолій Михайлович — 1973
- Єрмоленко Андрій Іванович — 2024
- Єфремова Домна Федосіївна — 1986

## Ж
- Жиленко Ірина Володимирівна — 1996
- Жилицький Петро Натанович — 1971
- Жулинський Микола Григорович — 1992
- Жур Петро Володимирович — 1980

## З
- Забаштанський Володимир Омелянович — 1986
- Забужко Оксана Стефанівна — 2019
- Забіляста Лідія Леонідівна — 2011
- Загребельний Олександр Миколайович — 1976
- Загребельний Павло Архипович — 1974
- Задніпровський Михайло Олександрович — 1971
- Задорожний Іван-Валентин Феодосійович — 1995
- Заклунна Валерія Гавриїлівна — 1975
- Заливаха Опанас Іванович — 1995
- Зарецький Віктор Іванович — 1994
- Зарудний Микола Якович — 1978
- Засенко Олексій Єлисейович — 1988
- Захаров Федір Захарович — 1987
- Захарова Світлана Авдіївна — 1990
- Захарченко Василь Іванович — 1995
- Збанацький Юрій Оліферович — 1970
- Земляк Василь Сидорович — 1978
- Зем'янкін Сергій Миколайович — 1980
- Зінкевич Василь Іванович — 1994
- Зноба Валентин Іванович — 1996
- Зоценко Олексій Миколайович — 1996
- Зубець Анатолій Михайлович — 1983
- Зуєв Володимир Олександрович — 1979

## І
- Ібаньє-Фернандес Арнольдо Францискович — 1985
- Івакін Юрій Олексійович — 1980
- Іваненко Ірина Олександрівна — 1983
- Іваненко Оксана Дмитрівна — 1986
- Іваничук Роман Іванович — 1985
- Іванов Віктор Якимович — 1981
- Іванов Дмитро Йосипович — 2010
- Іванський Роман Іванович — 1985
- Іванченко Раїса Петрівна — 1996
- Івасюк Володимир Михайлович — 1994
- Івахненко Олександр Іванович — 1989
- Івченко Віктор Іларіонович — 1967
- Ігнащенко Анатолій Федорович — 1974
- Іконник Віктор Михайлович — 1982
- Іллєнко Юрій Герасимович — 1991
- Ільченко Любов Іванівна — 1990
- Ісаков Валерій Трохимович — 1975

## К
- Кабацький Олександр Олексійович — 1984
- Кадирова Лариса Хамидівна — 2009
- Кадочникова Лариса Валентинівна -1991
- Калинець Ігор Миронович — 1992
- Калитко Катерина Олександрівна — 2023
- Калюта Вілен Олександрович — 2000
- Кальченко Галина Никифорівна — 1974
- Камінський Віктор Євстахійович — 2005
- Канівець Володимир Васильович — 1970
- Кара-Васильєва Тетяна Валеріївна — 2012
- Караманов Алемдар Сабітович — 2000
- Карась Анатолій Андрійович — 1993
- Карплюк Іван-Володимир Михайлович — 1986
- Касіян Василь Ілліч — 1964
- Кацал Микола Лукич — 1998
- Качуровський Ігор Васильович — 2006
- Керанчук Леонід Кирилович — 1981
- Кипріян Мирон Володимирович — 1978
- Кирилюк Євген Прохорович — 1980
- Кириченко Раїса Опанасівна -1986
- Китриш Михайло Єгорович — 1999
- Кичинський Анатолій Іванович — 2006
- Кіосе Василь Васильович -1978
- Кірич Едуард Ілліч — 1988
- Кіяновська Маріанна Ярославівна — 2020
- Кобрин Ігор Дмитрович — 1989
- Коваленко Леонід Никифорович (Леонід Горлач) — 2013
- Коваленко Лідія Борисівна — 1993
- Ковалів Юрій Іванович — 1996
- Коваль Олександр Іванович — 1991
- Коваль Степан Миколайович — 2017
- Ковальов Олександр Олександрович — 1975
- Ковтун Валерій Петрович — 1986
- Козак Богдан Миколайович — 2010
- Козаченко Василь Павлович — 1971
- Козловський Іван Семенович — 1990
- Козловський Микола Федорович — 1986
- Колесник Євдокія Василівна — 1976
- Колесник Степан Павлович — 1992
- Колесса Микола Філаретович — 1981
- Коломієць Володимир Євпатійович — 1985
- Коломієць Володимир Родіонович — 1993
- Коломієць Олексій Федотович — 1977
- Комарницький Антон Аполлінарійович — 1986
- Компанець Микола Іванович — 2015
- Компаніченко Тарас Вікторович — 2023
- Кондратський Леонід Степанович — 1987
- Кондратюк Микола Кіндратович — 1972
- Конквест Роберт — 1994
- Кононенко Василь Андрійович — 1990
- Консулов Анатолій Дмитрович — 1978
- Корнійчук Олександр Євдокимович — 1971
- Корнільєв Ярослав Олександрович — 1980
- Коротич Віталій Олексійович — 1980
- Коротков Володимир Іванович — 1979
- Кос-Анатольський Анатолій Йосипович — 1980
- Косинов Олександр Павлович — 1973
- Костенко Володимир Семенович — 1991
- Костенко Ліна Василівна — 1987
- Костін Олександр Васильович — 1992
- Которович Богодар Антонович — 1985
- Коцюбинська Михайлина Хомівна — 2005
- Кочерга Анатолій Іванович — 1989
- Кочур Григорій Порфирович — 1985
- Кравченко Андрій Євгенович — 1996
- Крамарєва Оксана Юріївна — 2011
- Краснов Борис Аркадійович — 1987
- Краснощок Леонтій Антонович — 1977
- Крвавич Дмитро Петрович — 1972
- Кремінь Дмитро Дмитрович — 1999
- Криволап Анатолій Дмитрович — 2012
- Кривошеїн Олександр Сергійович — 1982
- Кримський Сергій Борисович — 2005
- Крисько Ярослав Андрійович — 2023
- Кріпченко Віктор Іванович — 1993
- Крюкова Ніла Валеріївна — 1989
- Кузнецов Геннадій Юхимович — 1983
- Кукоренчук Володимир Вікторович — 1985
- Куликов Євген Леонідович — 1983
- Кульчицька Олена Львівна — 1967
- Куманченко Поліна Володимирівна — 1971
- Курочка Марія Вікторівна — 2014
- Кучинський Володимир Степанович — 2006
- Кушніренко Андрій Миколайович — 1984
- Кущ Віктор Андрійович — 1980

## Л
- Лазуткін Дмитро Михайлович — 2024
- Ланюк Юрій Євгенович — 2005
- Лапський Остап Васильович — 2007
- Ле Іван — 1967
- Левада Олександр Степанович — 1971
- Левитська Марія Сергіївна — 2003
- Левченко Олексій Олексійович — 1986
- Левчук Тимофій Васильович — 1971
- Лисик Євген Микитович — 1971
- Литовченко Іван Семенович — 1998
- Литовченко Марія Тимофіївна — 1998
- Лідер Данило Данилович — 1993
- Ліпатов Ростислав Федорович — 1983
- Логвин Григорій Никонович — 1993
- Лопата Василь Іванович — 1993
- Лопухов Олександр Михайлович — 1980
- Лось Леонід Федорович — 1985
- Лотоцька Наталія Василівна — 1993
- Лубківський Роман Мар'янович — 1992
- Лукашко Василь Миколайович — 1982
- Лук'яненко Левко Григорович — 2016
- Лупій Олесь Васильович — 1994
- Луценко Дмитро Омелянович — 1976
- Луценко Микола Григорович — 1983
- Луцишина Оксана Петрівна — 2021
- Луців Юрій Олексійович — 1971
- Лушпа Михайло Панасович — 1981
- Любенко Ігор Петрович — 1984
- Людкевич Станіслав Пилипович — 1964
- Лятошинський Борис Миколайович — 1971
- Ляшенко Геннадій Іванович — 2008

## М
- Магера Сергій Ігорович — 2011
- Мажуга Юрій Миколайович — 1983
- Мазур Богдан Миколайович — 1999
- Майборода Платон Іларіонович — 1962
- Майборода Роман Георгійович — 2002
- Маков Павло Миколайович — 2018
- Максименко Анатолій Олександрович — 1977
- Максименко Володимир Григорович — 1978
- Максименко Микола Антонович — 1994
- Малахов Віталій Юхимович — 2008
- Малишевський Ігор Юрійович — 1978
- Малишко Андрій Самійлович — 1964
- Малишко Микола Олексійович — 2017
- Малкович Іван Антонович — 2017
- Малолєтка Євген Костянтинович — 2024
- Маняк Володимир Антонович — 1993
- Маринченко Євгенія Олександрівна — 1971
- Марченко Віктор Степанович — 1986
- Марчук Іван Степанович — 1997
- Матвєєв Євген Володимирович — 1983
- Матвієнко Ніна Митрофанівна — 1988
- Матіос Марія Василівна — 2005
- Матюхін Валерій Олександрович — 2006
- Махновець Леонід Єфремович — 1990
- Мащенко Микола Павлович — 1982
- Медвідь В'ячеслав Григорович — 2003
- Медвідь Любомир Мирославович — 2014
- Мейтус Юлій Сергійович — 1996
- Мельник Володимир Олександрович — 1996
- Мельник Михайло Васильович — 2007
- Мельниченко Володимир Юхимович — 2009
- Мельничук Тарас Юрійович — 1992
- Мерзликін Микола Іванович — 1999
- Микита Володимир Васильович — 2005
- Миколайчук Іван Васильович — 1988
- Микульський Аркадій Миколайович — 2002
- Мисько Еммануїл Петрович — 1972
- Мишанич Олекса Васильович — 1988
- Мідянка Петро Миколайович — 2012
- Міньківський Олександр Захарович — 1968
- Мінько Іван Федорович — 1973
- Міняйло Віктор Олександрович — 1996
- Мірошниченко Євгенія Семенівна — 1972
- Мірошниченко Микола Іванович — 1982
- Міщенко Дмитро Олексійович — 1993
- Мовчан Павло Михайлович — 1992
- Мокренко Анатолій Юрійович — 1979
- Молівєров Олександр Сергійович — 1983
- Моренець Володимир Пилипович — 1996
- Мороз Анатолій Трохимович — 1982
- Москалець Костянтин Вілійович — 2015
- Мотика Ярослав Миколайович — 1972
- Мужук Леонід Петрович — 1989
- Муравський Павло Іванович — 1979
- Муратова Кіра Георгіївна — 1993
- Мухін Віктор Іванович — 1973
- Мушкетик Юрій Михайлович — 1980
- Мягков Віталій Олексійович — 1985

## Н
- Нагаєв Ібраїм-Герей Садикович — 2005
- Нагаєва Зарема Садиківна — 2005
- Нагнибіда Микола Львович — 1970
- Нагорна Ольга Василівна — 1998
- Назаренко Михайло Йосипович — 2023
- Наєнко Михайло Кузьмович — 1996
- Наконечний Віктор Андрійович — 2009
- Наливайко Дмитро Сергійович — 1999
- Нарбут Данило Георгійович — 1996
- Насєдкін Анатолій Леонідович (1924—1994) — 1985
- Недяк Володимир Володимирович — 2006
- Нечепа Василь Григорович — 2006
- Нечерда Борис Андрійович — 2000
- Нівіна Людмила Діонісівна — 1980
- Новиков Лев Володимирович — 1983
- Новиков Юрій Георгійович — 1983
- Новиченко Леонід Миколайович — 1968

## О
- Овечкін Микола Васильович — 1979
- Овсійчук Володимир Антонович — 1994
- Овсянкін Михайло Федорович — 1977
- Овчар Антон Степанович — 1982
- Овчаренко Ілля Пантелійович — 1973
- Озерний Михайло Іванович — 1981
- Оксентюк Іван Євтухович — 1986
- Олійник Борис Ілліч — 1983
- Омеляненко Василь Онуфрійович — 1999
- Осика Леонід Михайлович — 1997
- Остафійчук Іван Васильович — 2007
- Откович Василь Петрович — 1995
- Охрімчук Сергій Михайлович — 2023

## П
- Павличко Дмитро Васильович — 1977
- Пагутяк Галина (Москалець Галина Василівна) — 2010
- Пазенко Анатолій Федорович — 1983
- Паламаренко Анатолій Несторович — 1993
- Палкін В'ячеслав Сергійович — 2003
- Панч Петро Йосипович — 1965
- Панчук Петро Фадійович — 2015
- Параджанов Сергій Йосипович — 1991
- Параконьєв Костянтин Йосипович — 1970
- Парубочий Йосип Семенович — 1986
- Пасивенко Володимир Іванович — 1998
- Патик Володимир Йосипович — 1999
- Пахльовська Оксана Єжи-Янівна — 2010
- Пашковський Євген Володимирович — 2001
- Перебийніс Петро Мусійович — 2008
- Петриненко Діана Гнатівна — 1972
- Петриненко Тарас Гаринальдович — 1996
- Петрів Володимир Юліанович — 2008
- Петрова Ірина Львівна — 1981
- Печорний Петро Петрович — 2013
- Пилип'юк Василь Васильович — 1993
- Пирожков Олександр Петрович — 1972
- Писанко Ігор Миколайович — 1973
- Писаренко Ніна Дмитрівна — 1975
- Підвезко Анатолій Петрович — 1983
- Підлісний Зіновій Васильович — 2011
- Пілунський Ярослав Леонідович — 2018
- Плаксій Борис Іванович — 2007
- Плохій Сергій Миколайович — 2018
- Погребенник Федір Петрович — 1988
- Погрібний Анатолій Григорович — 2006
- Подобна Євгенія Володимирівна — 2020
- Подолян Микола Петрович — 1972
- Поклад Ігор Дмитрович — 1986
- Поклітару Раду Віталійович — 2016
- Половинка Наталія Юхимівна — 2006
- Польова Вікторія Валеріївна — 2018
- Пономаренко Євген Порфирович — 1971
- Попенко Дмитро Петрович — 1985
- Попович Мирослав Володимирович — 2001
- Портников Віталій Едуардович — 2023
- Приймаченко Марія Оксентіївна — 1966
- Прокудо Віталій Стефанович — 1979
- Прохасько Тарас Богданович — 2020
- Пруткін Євген Дмитрович — 1985
- Прядка Володимир Михайлович — 1998
- Пузирков Віктор Григорович — 1976
- Путінцев Альберт Григорович — 1980
- Пухова Ірина Петрівна — 1985
- Пушик Степан Григорович — 1990

## Р
- Ральченко Володимир Іванович
- Ратушний Георгій Вадимович
- Рахманний Роман Дмитрович
- Ревуцький Лев Миколайович
- Реус Валентин Миколайович
- Решетников Анатолій Георгійович
- Резнікович Михайло Ієрухімович
- Рибалко Микола Олександрович
- Ривін Володимир Лазаревич
- Рик Яків Йосипович
- Римаренко Юрій Іванович
- Римарук Ігор Миколайович
- Роговий Феодосій Кирилович
- Роговцева Ада Миколаївна
- Романицький Борис Васильович
- Руденко Микола Данилович
- Рутківський Володимир Григорович — 2012
- Рушковський Микола Миколайович
- Рябчук Микола Юрійович — 2022

## С
- Сабельников Ігор Анатолійович
- Савчук Євген Герасимович
- Салганик Хем Єлизарович
- Сандлер Леонід Григорович
- Сапеляк Степан Євстахійович
- Сарана Федір Кузьмич — 1980
- Сверстюк Євген Олександрович
- Свєнцицька Віра Іларіонівна
- Свида Василь Іванович
- Світлична Надія Олексіївна
- Світличний Іван Олексійович
- Світлорусов Сергій Гаврилович
- Семерньов Віктор Михайлович
- Семикіна Людмила Миколаївна
- Сенцов Олег Геннадійович — 2016
- Сергієнко Роллан Петрович
- Сизоненко Олександр Олександрович
- Сильвестров Валентин Васильович
- Симеонов Костянтин Арсенович
- Симоненко Василь Андрійович
- Синиця Григорій Іванович
- Сідак Василь Васильович — 2008
- Сікорський Михайло Іванович (1923) — 1979
- Сіренко Володимир Федорович
- Скворцов Борис Дмитрович
- Скорик Мирослав Михайлович
- Скунць Петро Миколайович
- Скуратовський Василь Павлович
- Слабошпицький Михайло Федотович — 2005
- Слапчук Василь Дмитрович — 2004
- Сліпець Степан Павлович
- Слобода Володимир Костянтинович
- Смирнова Євдокія Давидівна
- Сміян Сергій Костянтинович
- Смолич Дмитро Миколайович
- Смолярова Олександра Захарівна
- Собко Вадим Миколайович
- Собчук Микола Якович
- Солов'яненко Анатолій Анатолійович
- Солов'яненко Анатолій Борисович
- Сосновий Дмитро Григорович
- Сосюра Володимир Миколайович
- Сперкач Валентин Микитович
- Стадниченко Володимир Якович
- Станкович Євген Федорович
- Стаховський Юрій Васильович
- Стельмах Михайло Панасович
- Степаненко Василиса Іллівна — 2024
- Степурко Віктор Іванович — 2012
- Стефанов Олег Дмитрович — 2006
- Стеф'юк Марія Юріївна
- Стеценко Олександра Петрівна
- Стеценко Сергій Олександрович — 2018
- Стешин Юрій Тимофійович
- Стороженко Микола Андрійович
- Стрельцов Василь Омелянович
- Стригун Федір Миколайович
- Ступка Богдан Сильвестрович
- Стус Василь Семенович
- Стус Дмитро Васильович — 2007
- Сумська Наталія В'ячеславівна
- Сумська Ольга В'ячеславівна
- Суржина Нонна Андріївна
- Сухенко Віктор Васильович

## Т
- Талалай Леонід Миколайович — 1993
- Таякіна Тетяна Олексіївна — 1986
- Терентьєв Віктор Сергійович — 1982
- Тимченко Марфа Ксенофонтівна — 2000
- Титов Владислав Андрійович — 1981
- Тихий Володимир Вікторович — 2018
- Тихонов Микола Семенович — 1964
- Тичина Павло Григорович — 1962
- Ткач Михайло Миколайович — 1973
- Ткаченко Юлія Семенівна — 1971
- Ткачук Михайло Петрович — 2008
- Товстуха Леонід Самійлович — 1986
- Трегубов Микола Семенович — 1986
- Трегубова Валентина Михайлівна — 1986
- Трохименко Карпо Дем'янович — 1969
- Трушковський Василь Тимофійович — 1986
- Турконяк Раймонд — 2007
- Турчак Стефан Васильович — 1986
- Тютюнник Григір Михайлович — 1989
- Тютюнник Григорій Михайлович — 1963

## У
- Ужвій Наталія Михайлівна — 1984
- Український Микола Олексійович — 1978
- Ульянов Олесандр Станіславович (Ульяненко Олесь) — 1997
- Уривський Іван Сергійович — 2024
- Урсатій Георгій Антонович — 1979
- Ушаков Микола Миколайович — 1973

## Ф
- Фащенко Василь Васильович — 1985
- Федорів Роман Миколайович — 1995
- Федоров Євген Борисович — 1984
- Федченко Василь Харлампійович — 1973
- Федюк Тарас Олексійович — 2007
- Філатов Костянтин Володимирович — 1976
- Філенко Леонід Іванович — 1985
- Фоміних Світлана Григорівна — 1993
- Франчук Валерій Олександрович — 2008
- Фріман Абрам Якович — 1977
- Фролов Олександр Іванович — 1987
- Фроляк Богдана Олексіївна — 2017
- Фурсенко Сергій Михайлович — 1987

## Х
- Хабінський Аркадій Семенович — 1983
- Харитонов Андрій Ігорович — 1982
- Харченко Олесь Миколайович — 1985
- Хлопинська Людмила Дмитрівна — 1981
- Холодов Юрій Борисович — 1977
- Хоменко Микола Іванович — 1983
- Хостікоєв Анатолій Георгійович — 1996
- Хрущов Микита Сергійович — 1964

## Ц
- Цепколенко Кармелла Семенівна — 2024
- Цілик Ірина Андріївна — 2023
- Цюпа Іван Антонович — 1985

## Ч
- Чебаник Василь Якович — 2019
- Чебикін Андрій Володимирович — 2007
- Чегусова Зоя Анатоліївна — 2006
- Чендей Іван Михайлович — 1993
- Чепелик Володимир Андрійович — 2000
- Череватенко Леонід Васильович — 2002
- Чередниченко Галина Іванівна — 1981
- Черкасов Ерік Юрійович — 1977
- Чернов Мстислав Андрійович — 2024
- Чернявський Георгій Георгійович — 1978
- Чопик Володимир Іванович — 1999
- Чорновіл В'ячеслав Максимович — 1996
- Чорногуз Ярина Ярославівна — 2024
- Чорнодід Андрій Юхимович — 1981
- Чумак Іван Михайлович — 1973

## Ш
- Шабліовський Євген Степанович — 1979
- Шамо Ігор Наумович — 1976
- Шамота Микола Захарович — 1978
- Шаталін Віктор Васильович — 1984
- Швачка Анжеліна Олексіївна — 2016
- Шевельов Юрій Володимирович — 2000
- Шевченко Володимир Микитович — 1978
- Шевченко Михайло Дмитрович — 1983
- Шевчук Валерій Олександрович — 1987
- Шевчук Володимир Олексійович — 1982
- Шейко Володимир Олександрович — 2019
- Шекера Анатолій Федорович — 2000
- Шишко Сергій Федорович — 1982
- Шишлін Микола Володимирович — 1985
- Шкляр Василь Миколайович — 2011
- Шкляр Віталій Сергійович — 1983
- Шкурган Андрій Семенович — 2000
- Шкурин Віктор Георгійович — 1993
- Шовкуненко Олексій Олексійович — 1970
- Шопша Микола Сергійович — 1995
- Шорін Едуард Олексійович — 1981
- Шостакович Дмитро Дмитрович — 1976
- Штогаренко Андрій Якович — 1974
- Штолько Валентин Григорович — 1984
- Штонь Григорій Максимович — 1996
- Шудря Микола Архипович — 1991
- Шуляр Андрій Михайлович — 1986

## Щ
- Щербак Іван Петрович — 1977
- Щербаков Ігор Володимирович — 1999

## Ю
- Юдін Віталій Леонтійович — 1978
- Юрченко Людмила Володимирівна — 2004
- Юрчишин Володимир Іванович — 1990

## Я
- Яблонська Тетяна Нилівна — 1998
- Яворівський Володимир Олександрович — 1984
- Яворський Анатолій Степанович — 1983
- Якубов Февза Якубович — 2005
- Якутович Георгій В'ячеславович — 1983, 1991
- Якутович Сергій Георгійович — 2004
- Янівський Богдан-Юрій Ярославович — 1997
- Яремчук Лідія Григорівна — 1983
- Яремчук Назарій Назарович — 1996
- Яценко Михайло Трохимович — 1988
- Ященко Леопольд Іванович — 1993

## Хорові колективи
- «ДахаБраха», музичний етногурт — 2020
- «Дударик» — 1989
- Національна заслужена академічна капела України «Думка» — 1981
- Капела бандуристів імені Тараса Шевченка — 1992
- Кубанський козачий хор — 1990
- Національна заслужена капела бандуристів України — 1983
- «Піккардійська терція», вокальна формація — 2008
- «Трембіта» — 1995
- Хор імені Олександра Кошиця — 1992
- Черкаський український народний хор — 1981
- «Явір» — 1985